# Brad Raffensperger
Brad Raffensperger (Bradford Jay Raffensperger), né le 18 mai 1955, est un homme politique américain, homme d'affaires et ingénieur civil de l'État de Géorgie. 
Républicain, il est secrétaire d'État de Géorgie. Il a auparavant siégé à la Chambre des représentants de Géorgie.
Juste après l'élection présidentielle américaine de 2020, il a en tant que principal témoin fait éclater le scandale Trump-Raffensperger, révélé par la publication de l'enregistrement d'un appel téléphonique du 2 janvier 2021, par lequel le président Donald Trump cherchait à convaincre Raffensperger de truquer le décompte des voix en Géorgie. En réponse, Raffensperger a déclaré que « la vérité sortira ». Son bureau a ensuite lors d'une conférence de presse expliqué point par point les erreurs factuelles des affirmations du président Trump.

## Éducation
Raffensperger a obtenu une licence en génie civil de l'Université Western Ontario et une Maîtrise en administration des affaires de la Georgia State University.

## Carrière
Raffensperger est PDG de Tendon Systems, LLC, une entreprise de sous-traitance et d'ingénierie, spécialisée dans le béton pré-contraint, la post-tension, les systèmes de câbles de barrière et la restauration du béton, qui opère à Columbus et dans le comté de Forsyth, en Géorgie. Il aurait amassé 26,5 millions de dollars (en valeur nette) grâce à son travail dans le secteur privé.

## Conseil municipal de Johns Creek
De 2012 à 2014, ce républicain de longue date a siégé au 2e poste du conseil municipal de Johns Creek (76.728 habitants en 2010),, Il a remplacé Dan McCabe au conseil municipal.
Il a démissionné de ce Conseil en 2014 (et y a été remplacé par Chris Coughlin) pour se présenter aux élections spéciales afin d'y représenter le 50e district de la Georgia House.

## Chambre des représentants de Géorgie
Raffensperger a ensuite remporté l'élection à la Georgia House en 2015, succédant à Lynne Riley,,.
À la State House, Raffensperger a parrainé une loi visant à empêcher les fonctionnaires du comté de profiter personnellement des privilèges fiscaux. Auparavant, le commissaire fiscal du comté de Fulton percevait personnellement des honoraires sur les privilèges fiscaux et les ventes de privilèges fiscaux à des sociétés de recouvrement privées, ce qui lui permettait d'amasser 200 000 $ sur une période de quatre ans. La législation a mis fin à cette pratique d'auto-enrichissement.

Raffensperger a aussi parrainé une mesure visant à modifier la constitution de l'État de Géorgie pour permettre la recréation d'un comté qui existait auparavant mais qui avait ensuite fusionné avec un autre comté ; la mesure permettrait au nord du comté de Fulton de se séparer pour former le comté de Milton.

## Secrétaire d'État de Géorgie

### Élection de 2018
Raffensperger s'est présenté au poste de secrétaire d'État de Géorgie aux élections de 2018. Le secrétaire d'État en Géorgie supervise les élections et est président du conseil électoral de l'État. Il supervise aussi l'enregistrement des entreprises et les licences professionnelles.
Dans la primaire du Parti républicain, Raffensperger a fait face à l'ancien maire d'Alpharetta David Belle Isle, au représentant de l'État Buzz Brockway et au représentant de l'État Josh McKoon. La primaire donne à Raffensperger la première place, devant Belle Isle ; parce qu'aucun candidat n'a obtenu la majorité, la course à l'investiture républicaine est allée à un second tour, que Raffensperger a gagné. Lors de sa campagne, Raffensperger « a déclaré qu'il réduirait la bureaucratie gouvernementale, soutiendrait les lois d'identification des électeurs et ferait pression pour des bulletins de vote papier vérifiables lorsque la Géorgie remplacerait ses machines à voter électroniques. »
Aux élections générales du 6 novembre 2018, Raffensperger a terminé avec le plus grand nombre de votes, mais ne devançant le démocrate John Barrow que de moins d'un pour cent. Il a battu Barrow lors d'un second tour d'élection le 4 décembre 2018.

### Élections primaires et générales de 2020
En 2020, les primaires présidentielles de Géorgie, initialement prévues pour le 24 mars, ont été déplacées au 19 mai (date des primaires non présidentielles en Géorgie), en raison de la pandémie COVID-19,. Plus tard, Raffensperger a reporté les primaires de Géorgie au 9 juin en raison de la pandémie de coronavirus. Lors des élections de 2020 en Géorgie, il a cherché à empêcher les bureaux de vote géorgiens d'imprimer des copies papier de l'inscription des électeurs et des informations sur le vote des absents au cas où les bureaux de vote auraient du mal à utiliser des tablettes d'enregistrement des électeurs, appelées Poll Pads, qui avaient posé problème lors des élections primaires en Géorgie en juin 2020. Ils avaient provoqué de longues files d'attente dans les bureaux de vote. Les groupes de défense des droits de vote avaient demandé des copies papier pour éviter un risque de chaos le jour du scrutin au cas où les tablettes échoueraient. Les groupes de droits de vote ont poursuivi Raffensperger devant un tribunal fédéral ; ils ont obtenu un ordre d'un juge de district ordonnant aux fonctionnaires électoraux de Géorgie de préparer ces copies papier, mais cet ordre a été bloqué par la Cour d'appel des États-Unis pour le onzième circuit.
Pour protéger le droit de vote durant la pandémie de COVID-19, Raffensperger a dirigé l'envoi des demandes de vote par correspondance à 6,9 millions d'électeurs inscrits actifs de la Géorgie pour les primaires de l'État de juin 2020,.
Après que David Ralston (président républicain de la State House), ait affirmé qu'une utilisation accrue de bulletins de vote par correspondance, sous prétexte que cela augmenterait le taux de participation et nuirait aux candidats républicains (ce serait « extrêmement dévastateur pour les républicains et les conservateurs de Géorgie » a-t-il dit), les républicains d'un comité de la Chambre de l'État de Géorgie ont proposé une législation empêchant les responsables électoraux (sous la responsabilité de Raffensperger) d'envoyer par courrier les formulaires permettant un vote par correspondance. Raffensperger a refusé cette proposition, déclarant : « De loin, les électeurs des deux côtés de l'échiquier politique conviennent que l'envoi de demandes d'absence à tous les électeurs actifs était la meilleure et la plus sûre chose que notre bureau puisse faire pour protéger nos électeurs au plus fort de l'épidémie de COVID-19. Certains semblent dire que notre bureau aurait dû ignorer la vague de vote par correspondance qui allait manifestement venir ». Après avoir rencontré l'opposition, l'interdiction proposée a été abandonnée lors d'une Assemblée générale de Géorgie.
Raffensperger n'a pas envoyé de formulaires de vote par correspondance à tous les électeurs inscrits actifs en Géorgie pour les élections générales de novembre 2020, arguant du coût d'un envoi massif de courrier. Mais il a créé un portail en ligne permettant aux électeurs géorgiens de souscrire au vote par correspondance. Il a en personne encouragé les électeurs à profiter du vote anticipé et du vote par correspondance.
Les élections générales de novembre 2020 en Géorgie se sont déroulées sans heurts, évitant les problèmes qui avaient bouleversé les élections primaires de juin ; Raffensperger a attribué le succès du processus au nombre record d'électeurs ayant voté avant le jour du scrutin, soit par correspondance, soit durant la période de trois semaines de vote anticipé possible en Géorgie. Le candidat démocrate à la présidentielle Joe Biden est devenu président élu, battant le président sortant Donald Trump, et les démocrates ont fait des gains en Géorgie, avec Joe Biden remportant l'État (c'est la première fois depuis 1992 qu'un candidat démocrate à la présidence a remporté la Géorgie,,.
Après l'élection, les républicains de Raffensperger, les sénateurs américains de Géorgie David Perdue (cousin de Sonny Perdue, secrétaire à l'Agriculture dans l'administration Trump) et Kelly Loeffler ont publié une déclaration commune accusant Raffensperger de « défaillances » (non spécifiées) et appelant à sa démission,. Perdue et Loeffler n'ont apporté aucune preuve à l'appui de leurs allégations, faites après des pressions de Donald Trump qui promouvait alors des théories du complot sur l'élection, notamment en prétendant faussement qu'elle était truquée,,. Les responsables électoraux de l'État et d'autres dirigeants républicains ont noté qu'il n'y avait aucune preuve d'actes répréhensibles en rapport avec l'élection. Perdue et Loeffler étaient tous deux réélus, mais n'ont pas réussi à obtenir la majorité des voix, déclenchant un second tour en Géorgie contre leurs opposants démocrates (qui devrait avoir lieu le 5 janvier 2021, et déterminera le contrôle du parti sur le Sénat), Raffensperger a rejeté les appels à sa démission, disant : « En tant que républicain, je me préoccupe de conserver le Sénat américain aux républicains. Je recommande que les sénateurs Loeffler et Perdue commencent à se concentrer sur cela », ajoutant « Si j'étais le sénateur Perdue, je serais irrité d'être dans un second tour. Et les sénateurs et moi sommes tous mécontents du résultat potentiel pour notre président ».
Sous la pression de ses compatriotes républicains, Raffensperger a ordonné un recomptage/audit à l'échelle de l'État des 5 millions de votes lors de la course présidentielle de Géorgie, dans laquelle Biden a mené Trump par environ 14000 voix. 
Les critiques, dont du groupe de droits de vote Coalition for Good Governance, ont décrit la décision de Raffensperger d'aller de l'avant avec le recomptage manuel comme étant motivée par des pressions politiques qu'il avait reçu de D. Trump, et ont dit que cela n'était pas envisagé par la loi de Géorgie,, Raffensperger a nié cela,, bien qu'il ait dit que ses compatriotes républicains faisaient pression sur lui pour qu'il trouve des moyens d'exclure les bulletins de vote légaux. Raffensperger a déclaré que le sénateur de Caroline du Sud Lindsey Graham avait fait pression sur lui dans un appel pour qu'il lance des bulletins de vote par correspondance en faveur de Biden. Bien que Graham ait nié les allégations, un fonctionnaire électoral républicain distinct qui était également présent dans l'appel, Gabriel Sterling, a confirmé la déclaration de Raffenperger. Doug Collins, un membre du Congrès républicain de Géorgie qui a perdu sa course et a supervisé les efforts de Trump en Géorgie, a faussement prétendu une fraude aux élections en Géorgie, ce qui a incité Raffensperger, généralement connu pour sa douceur rhétorique, à traiter Collins de « menteur » et de « charlatan »,, Le recomptage manuel a réaffirmé la victoire de Joe Biden, Biden ayant reçu 2,47 millions de votes et Trump 2,46 millions de votes, soit une marge de 12670 votes (0,25 %). Le 20 novembre, Raffensperger a certifié le total des votes finaux, et le gouverneur de Géorgie Brian Kemp a émis la certification formelle de la liste des électeurs de l'État. 

Trump a continué à diffuser de fausses informations sur le processus électoral après la certification ; certains partisans de Trump ont harcelé ou menacé Raffensperger, sa femme et l'aide de Raffensperger Sterling, le responsable de la mise en œuvre du système de vote de l'État, y compris des menaces de mort. 
Sterling a publiquement appelé Trump à condamner ces actes et à «cesser d'inspirer les gens à commettre des actes de violence potentiels»,.

## Scandale Trump-Raffensperger
Un enregistrement d'un appel téléphonique d'une heure entre le président américain Donald Trump et Raffensperger a été obtenu par le Washington Post le 3 janvier 2021. Dans l'enregistrement audio, Raffensperger a été poussé à changer les résultats des élections pour l'état de Géorgie par le président,. L'appel téléphonique montre que Trump, en présence de son chef de cabinet (Mark Meadows), de son conseiller au Commerce (Peter Navarro), d'un membre du ministère de la Justice (John Lott Jr.), d'un professeur de droit (John Eastman), et assisté de plusieurs de ses avocats (Cleta Mitchell, Rudy Giuliani, Kurt Hilbert et un certain Alex), a tenté, bien que sans succès, de faire pression sur Raffensperger pour qu'il invalide, annule et inverse les résultats des élections pour l'Etat de la Géorgie. Trump a été enregistré en disant « Je veux juste trouver 11 780 votes ». Raffensperger a repoussé à plusieurs reprises les tentatives de Trump de faire pression sur lui. L'appel a été enregistré et divulgué. Le journaliste Carl Bernstein, qui en 1972 a fait éclater le scandale du Watergate avec Bob Woodward menant à la démission du président Richard Nixon, a qualifié le scandale Trump-Raffensperger de « bien pire que le Watergate » et a déclaré que dans toute autre présidence, cela entraînerait une destitution, une condamnation, et les revendications bipartites pour la démission du président. Dans une interview diffusée dans l'édition du 4 janvier 2021 de Good Morning America sur ABC, Raffesperger a reconnu l'appel téléphonique, déclarant que Trump « parlait le plus » et décrivait les allégations de fraude électorale de Trump comme « tout simplement fausses ».
Le 4 janvier, les dirigeants démocrates du Congrès, pensant que Trump « s'était livré à la sollicitation ou à la conspiration de commettre, un certain nombre de crimes électoraux », ont aussi demandé au FBI d'enquêter sur l'incident. De plus, alors que certains républicains de la Chambre tentaient de défendre l'appel de Trump à la Géorgie, les démocrates ont commencé à rédiger une résolution de censure.

## Vie personnelle
Raffensperger a quatre frères et sœurs. Lui et sa femme Tricia ont trois enfants (et deux petits-enfants). 
Trump a faussement affirmé que Raffensperger avait un frère, Ron, qui « travaille pour la Chine », mais Raffensperger n'a pas de frère nommé Ron.

## Critiques
L'Association de Géorgie des élus latino-américains et d'autres groupes de défense des droits civiques ont poursuivi le bureau du secrétaire d'État de Géorgie et le conseil des élections du comté de Gwinnett devant un tribunal fédéral, arguant que l'envoi par la poste des demandes de vote par correspondance (qui n'étaient qu'en anglais) aurait du aussi avoir été envoyé en espagnol dans le comté de Gwinnett car il abrite une population hispanophone importante.

La poursuite a été rejetée en octobre 2020 par le juge de district américain William M. Ray II, qui a statué que les plaignants n'avaient pas qualité pour agir et que les envois en anglais seul ne violaient pas la loi sur les droits de vote.